# Kapoeta
Kapoeta – miasto w Sudanie Południowym, stolica stanu Kapoeta. Liczy 6 308 mieszkańców (2010). Ośrodek przemysłowy. W mieście znajduje się port lotniczy Kapoeta.